# Hemingway-Haus
Das Hemingway-Haus ist ein Privatmuseum in Key West, Florida. Es war rund zehn Jahre das Zuhause des US-Literaturnobelpreisträgers Ernest Hemingway und seiner zweiten Frau Pauline. Hemingway kam 1928 auf Empfehlung seines Kollegen John Dos Passos erstmals nach Key West. 1931 schenkte ihm Paulines Onkel Gus das Gebäude. Das Gebäude wurde 1851 im französischen Kolonialstil aus Muschelkalk erbaut und hat eine umlaufende Veranda. Es gibt einen großen Park mit rund 40 Katzen und das Haus ist teilweise original möbliert. Hemingway schrieb hier Die grünen Hügel Afrikas und Wem die Stunde schlägt und ging gerne in Key West zum Hochseefischen. 1968 wurde es zum National Historic Landmark erklärt.